# Cao Lei
Cao Lei (曹磊S, Cáo LěiP; Qinhuangdao, 24 dicembre 1983) è una sollevatrice cinese.
Vincitrice della medaglia d'oro a Pechino 2008, ha subito la revoca del titolo nel 2017 per doping.

## Carriera
Cao Lei ha iniziato a sollevare pesi all'età di 11 anni ed è entrata nella scuola sportiva di Daging City nel 1997, quando è stata selezionata nella squadra di sollevamento pesi della provincia di Heilongjiang. Lei ha fatto il suo debutto in campo internazionale nel 2001 dopo aver vinto i campionati nazionali nella categoria 63 kg vincendo l'oro con un risultato di 107,5 kg (un record mondiale junior dell'epoca) in strappata e 127,5 kg in slancio, per un totale di 235 kg. Dal 2002 iniziò ad allenarsi con la squadra nazionale e passò alla classe di peso dei 69 kg di cui vinse i campionati mondiali junior 2003 con prestazioni di 105 + 140 kg. Nel 2005 Cao si classificò quarta nei giochi nazionali e successivamente vinse l'oro nei giochi dell'Asia Orientale . L'anno successivo salì di una classe di peso e partecipò nei 75 kg femminili ai campionati mondiali di sollevamento pesi del 2006 e vinse la medaglia d'oro, sollevando 118 + 150 kg per un totale di 268 kg. Più tardi, nello stesso anno, vinse l'oro nei giochi asiatici con 120 kg nello strappo e 152 kg nello slancio. Ai Campionati mondiali di sollevamento pesi del 2007 Lei vinse nuovamente la medaglia d'oro nella stessa categoria, per un totale di 286 kg. 
Alle Olimpiadi di Pechino 2008 Cao ha vinto la settima medaglia d'oro della Cina per il sollevamento pesi nella divisione dei 75 kg femminile sollevando 128 kg nello strappo e 154 kg in slancio per un punteggio totale di 282 kg. Ha stabilito nuovi record olimpici in entrambi gli stili, oltre a stabilire un nuovo record di punteggio complessivo. 
Nel 2009 Lei vinse l'oro nei Giochi nazionali cinesi con un risultato di 125 + 150 kg, per un totale di 275 kg. Nei campionati mondiali di sollevamento pesi del 2009 non fu in grado di mantenere la supremazia all'interno della classe di peso di 75 kg, cedendo il primo posto a Svetlana Podobedova, kazaka, che conquistò le tre medaglie d'oro della disciplina, mentre Cao si aggiudicò i tre argenti.  Più tardi quell'anno Lei rappresentò il suo paese nei giochi dell'Asia Orientale prendendo l'oro con prestazioni di routine di 252 kg totali. 
Il 12 gennaio 2017 è stato annunciato che a causa di una violazione del regolamento antidoping Cao Lei è stata squalificata dai Giochi olimpici del 2008 e le è stato revocato l'oro. 